# Massacre de Fort-Dauphin (1674)
Pour les articles homonymes, voir Massacre de Fort-Dauphin.

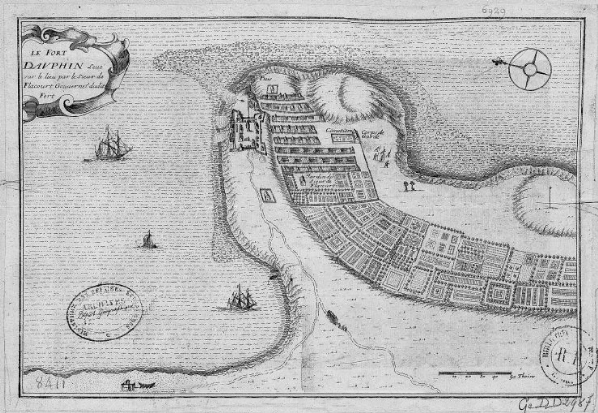
Plan du Fort-Dauphin quelques années avant le massacre.

Le massacre de Fort-Dauphin est un massacre qui eut lieu dans la soirée du 27 août 1674 à Fort-Dauphin, dans le sud de l'île de Madagascar. Perpétré par surprise par les populations indigènes (environ 2000), il eut pour victimes les colons français installés là à l'initiative de la Compagnie des Indes orientales et alors occupés par des noces avec de jeunes filles françaises, des « fiancées de la Salpêtrière »  envoyées par le Roi et arrivées quelques mois plutôt. 75 colons furent tués et il y eut des centaines de blessés graves.
Le massacre mit un terme brusque à la tentative de colonisation de Madagascar entamée durant les années précédentes avec pour figure de proue Étienne de Flacourt. Environ 300 survivants furent sauvés par le navire dénommé le Blanc-Pignon. Mais la moitié périrent pendant la traversée à cause du scorbut. Réduits à un petit groupe par un long périple, qui passa par le Mozambique, puis Surate, les rescapés arrivèrent tant bien que mal à La Réunion, alors appelée île Bourbon, en mai 1676, à bord du houcre Saint-Robert.
Ils s'installèrent sur l'île et formèrent un apport démographique essentiel à la colonie naissante, à l'image de Françoise Châtelain, qui s'y remaria plusieurs fois.
Mais la nouvelle du massacre favorisa également un certain écho parmi les Malgaches qui s'y trouvaient déjà et servaient d'esclaves aux premiers habitants européens. En 1675, ils formèrent à leur tour le projet de massacrer tous les Blancs à l'exception des femmes, du chirurgien et du curé, mais leur complot fut découvert et les meneurs pendus.